# Ațel
Ațel – wieś w Rumunii, w okręgu Sybin, w gminie Ațel. W 2011 roku liczyła 1211 mieszkańców.